# Psittaculirostris
Psittaculirostris là một chi chim trong họ Psittacidae.